# Мбемба-Мангулу, Шансель
Шансель Мбемба-Мангулу (фр. Chancel Mbemba Mangulu; род. 8 августа 1988[…], Кисангани) — конголезский футболист, защитник французского клуба «Олимпик Марсель» и сборной ДР Конго.

## Биография

### Дата рождения
По документам Мбемба-Мангулу родился в 1994 году. При этом по информации португальских СМИ со слов друзей футболиста его год рождения — 1990, на отборочный матч Кубка Африки в 2011 году он был заявлен с годом рождения 1991, а в документах клубов ДР Конго его год рождения — 1988.

## Клубная карьера

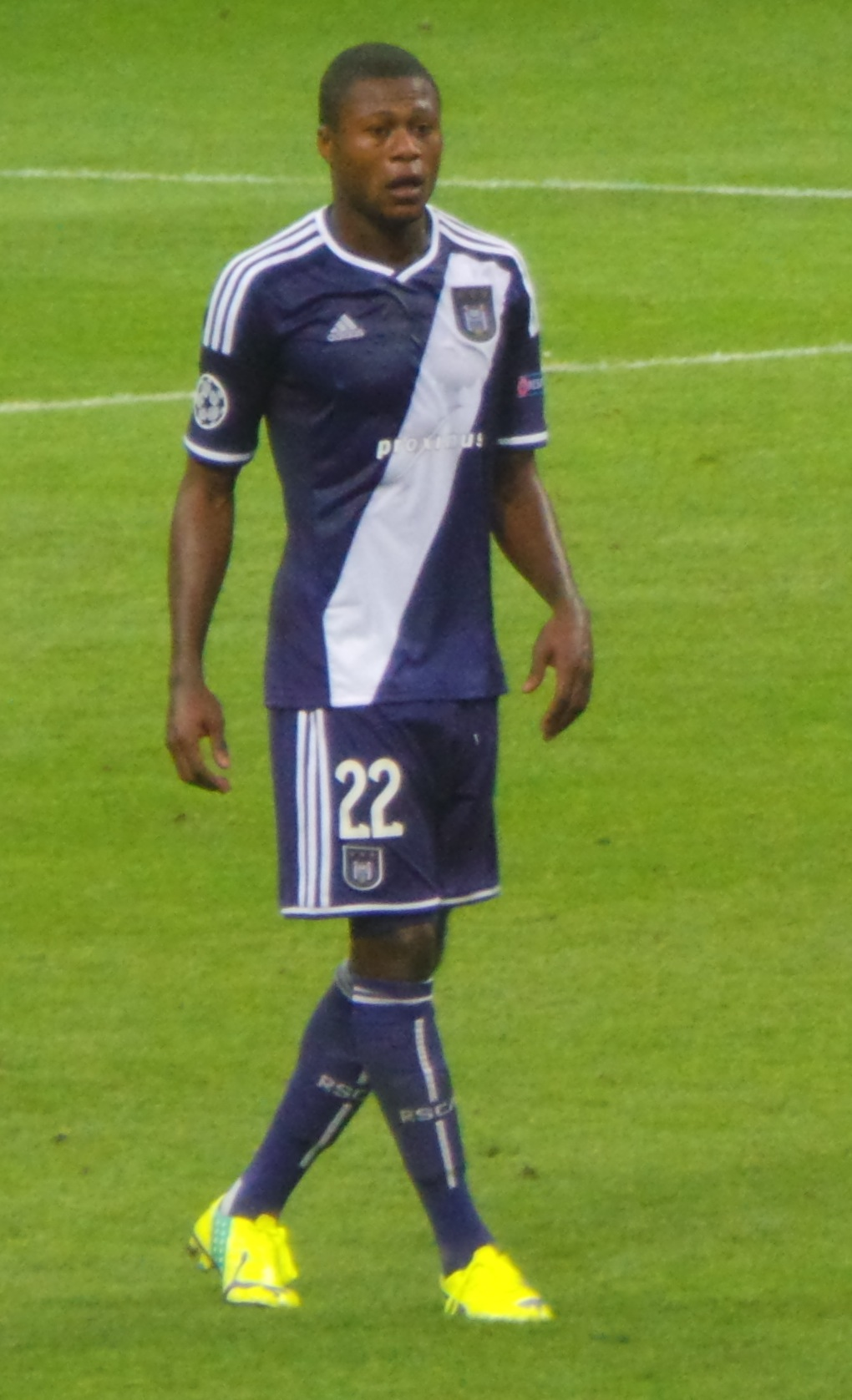
Мбемба в составе «Андерлехта»

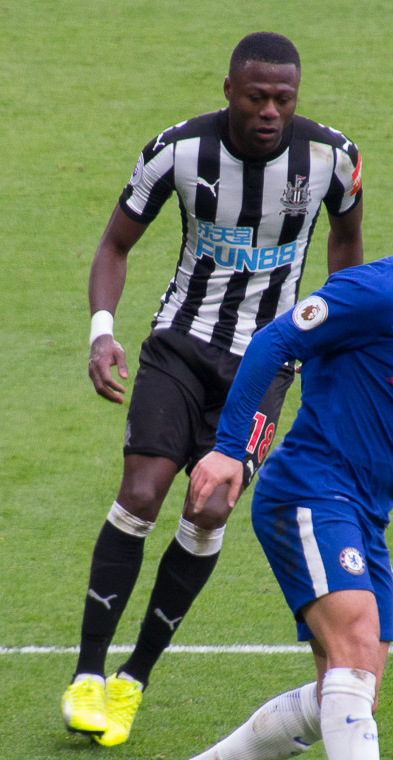
Мбемба в составе «Ньюкасл Юнайтед»

Мбемба-Мангулу начал взрослую карьеру в бельгийском «Андерлехте». 28 июля 2013 года в матче против «Локерен» он дебютировал в Жюпиле Лиге. 18 октября в поединке против «Монса» забил свой первый гол за клуб. В 2014 году в составе команды стал чемпионом, также двукратный обладатель Суперкубка Бельгии.
26 июля 2015 года на официальном сайте «Ньюкасл Юнайтед» было объявлено о том, что Мбемба-Мангулу переходит в английский клуб. 30 июля, после получения рабочей визы, он был официально представлен в качестве игрока. 9 августа в матче против «Саутгемптона» дебютировал в Премьер-лиге. По итогам сезона клуб вылетел в Чемпионшип. 7 мая 2017 года в поединке против «Барнсли» забил свой первый гол за «Ньюкасл Юнайтед». по итогам сезона с клубом вернулся в премьер-лигу.
Летом 2018 года Мбемба-Мангулу перешёл в португальский «Порту», подписав контракт на четыре года. 3 ноября в матче против «Маритиму» дебютировал в Сангриш лиге. 7 марта 2020 года в поединке против «Риу Аве» забил свой первый гол за «Порту». 21 января 2022 года было объявлено, что клуб расстанется с игроком по окончании сезона из-за сомнений по поводу его возраста.
В июле 2022 года Мбемба перешёл в «Олимпик Марсель», подписав с французским клубом трехлетний контракт. 7 августа дебютировал за новый клуб в матче Лиги 1 против «Реймса». 20 августа 2022 забил свой первый гол за «Олимпик» в матче против «Нанта». В матчах Лиги чемпионов против лиссабонского «Спортинга» и «Тоттенхэм Хотспур» он забил по голу. В 2023 году в розыгрыше Лиги Европы против «Брайтон энд Хоув Альбион», афинского АЕКа и амстердамского «Аякса» Шансель забил по мячу. 

## Международная карьера
В начале 2013 года Мебемба-Мангулу попал в заявку сборной ДР Конго на участие в Кубке африканских наций. На турнире он был запасным и не сыграл ни минуты. В том же году в составе молодёжной сборной ДР Конго выступал на Турнире в Тулоне.
7 июня в отборочном матче чемпионата мира 2014 против сборной Ливии Мбемба-Мангулу дебютировал за национальную сборную.
В начале 2015 года во второй раз поехал на Кубок африканских наций. На турнире он принял участие в матчах против сборных Замбии, Кабо-Верде, Туниса, Конго, Кот-д’Ивуара и Экваториальной Гвинеи. Стал бронзовым призёром соревнований.
В январе 2017 года Мбемба-Мангулу в третий раз играл в Кубке африканских наций 2017 в Габоне. Выступал в матчах против сборных Ганы, Марокко, Кот-д’Ивуара и Того.
В 2019 году Мбемба-Мангулу принял участие в Кубок африканских наций в Египте. Сыграл в матчах против Мадагаскара, Зимбабве и Уганды. В поединке против мадагаскарцев забил гол.
В 2024 году Мбемби  принял участие в Кубке Африки 2023 в Кот-д’Ивуаре. На турнире он сыграл в матчах против сборных Замбии, сборных Марокко, сборных Танзании, сборных Египта, сборных Гвинеи, сборных Кот-д’Ивуара и ЮАР. В поединке против гвинейцев Шансель забил гол.

### Голы за сборную ДР Конго
| #   | Дата            | Место                                 | Противник    | Результат | Счет | Соревнование                     |
| --- | --------------- | ------------------------------------- | ------------ | --------- | ---- | -------------------------------- |
| 01. | 12 октября 2015 | Сите де Лои, Визе, Бельгия            | Габон        | 2:1       | 2:1  | Товарищеский матч                |
| 02. | 10 июня 2017    | Стад де Мартир, Киншаса, ДР Конго     | Конго        | 1:1       | 3:1  | Кубок Африки 2019 квалификация   |
| 03. | 5 сентября 2017 | Стад де Мартир, Киншаса, ДР Конго     | Тунис        | 1:1       | 2:2  | Чемпионат мира 2018 квалификация |
| 04. | 7 июля 2019     | Гехаз Эль Рейада, Александрия, Египет | Мадагаскар   | 2:2       | 2:2  | Кубок Африки 2019                |
| 05. | 10 января 2024  | Банияс, Абу-Даби, ОАЭ                 | Буркина-Фасо | 1:2       | 1:2  | Товарищеский матч                |
| 06. | 2 февраля 2024  | Алассан Уаттара, Абиджан, Кот-д’Ивуар | Гвинея       | 1:1       | 3:1  | Кубок Африки 2024                |

## Достижения

### Клубные
«Андерлехт»
- Чемпион Бельгии: 2013/2014
- Обладатель Суперкубка Бельгии (2): 2013, 2014

«Ньюкасл Юнайтед»
- Победитель Чемпионшипа: 2016/2017

«Порту»
- Чемпион Португалии (2): 2019/2020, 2021/22
- Обладатель Кубка Португалии: 2019/2020

### Международные
- Бронзовый призёр Кубка африканских наций: 2015

## Статистика
По состоянию на 15 мая 2016 года
| Выступление      | Выступление      | Выступление      | Лига | Лига | Кубки | Кубки | Еврокубки | Еврокубки | Остальные | Остальные | Итого | Итого |
| Клуб             | Лига             | Сезон            | Игры | Голы | Игры  | Голы  | Игры      | Голы      | Игры      | Голы      | Игры  | Голы  |
| ---------------- | ---------------- | ---------------- | ---- | ---- | ----- | ----- | --------- | --------- | --------- | --------- | ----- | ----- |
| Андерлехт        | Лига Жюпиле      | 2013/14          | 35   | 5    | 0     | 0     | 0         | 0         | 5         | 1         | 40    | 6     |
| Андерлехт        | Лига Жюпиле      | 2014/15          | 28   | 1    | 2     | 0     | 0         | 0         | 7         | 2         | 37    | 3     |
| Андерлехт        | Итого            | Итого            | 63   | 6    | 2     | 0     | 0         | 0         | 12        | 3         | 77    | 9     |
| Ньюкасл Юнайтед  | Премьер-лига     | 2015/16          | 33   | 0    | 2     | 0     | 0         | 0         | 0         | 0         | 35    | 0     |
| Ньюкасл Юнайтед  | Итого            | Итого            | 33   | 0    | 2     | 0     | 0         | 0         | 0         | 0         | 35    | 0     |
| Всего за карьеру | Всего за карьеру | Всего за карьеру | 96   | 6    | 4     | 0     | 0         | 0         | 12        | 3         | 112   | 9     |